# Merlinka
Vjeran Miladinović (Zagreb, 14. oktobar 1958 — Krnjača, 22. mart 2003), poznatija pod imenom Merlinka, bila je jedna od prvih javno deklarisanih transvestita u Srbiji. na prostorima bivše Jugoslavije, u Beogradu, kao i zvezda filmova Želimira Žilnika.

## Biografija
Rođena je 14. oktobra 1958. godine u Zagrebu, u opštini Črnomerec, od majke Tereze Strmečki iz Zagorja i oca Miodraga iz Prokuplja, koji je u Zagrebu pohađao vojno-tehničku školu. U nedostatku osnovnih sredstava za život, pošto je zbog trudnoće izbačena iz škole, i jedno vreme živela u Maksimirskom parku, majka je smeštena u Dom „Vladimir Nazor“ za nezbrinutu decu i mlađe punoletne osobe, da bi šest meseci posle rođenja, Vjeran je ostao da živi u domu, bez majke. Posle nešto više od tri godine, otac ju je odveo da živi kod babe Kadivke, njegove majke, u selo Bresničić, kod Prokuplja, da bi je pred polazak u školu 1965. godine preuzeo kod sebe u Prokuplje, gde je živeo sa maćehom i polubratom.
Posle završene srednje škole se preselila u Beograd, sa očevom porodicom, sa kojom nije bila u dobrim odnosima. U februaru 1978. godine izbacili su je iz kuće. Prelazak u Beograd, prema autobiografiji to predstavljao je najveću prekretnicu u njenom životu. Vremenom je, družeći se sa istomišljenicima, prvo počela samo diskretno da se prerušava, šminka, oblači uske farmerke i bavi se prostitucijom, da bi u 31. godini života, 1989. odlučila da se potpuno transformiše u „Merlinku“. Prostitucijom se bavila većinom u Ulici Gavrila Principa blizu pijace Zeleni venac. Postala je poznata po specifičnom stilu, kratkim i uskim suknjama, naglašenom nakitu i visokim potpeticama.
Reditelj Želimir Žilnik bio je očaran njenim talentom, te je Merlinka 1986. godine zaigrala u dva Žilnikova filma Beograde, dobro jutro i Lijepe žene prolaze kroz grad, a 1995. godine ostvarila glavnu ulogu u filmu Dupe od mramora (енгл. Marble Ass). Izdala je i autobiografski roman Terezin sin 2001. i dopunila 2002. godine. Živela je na Kalemegdanu, u zgradi Narodne opservatorije, a potom Beogradskog planetarijuma i bila njihov nastojnik. Prema rečima savremenika, bila je dobar čovek, ljudi u kraju su je simpatisali. Često su je viđali dok hrani pse lutalice na Kalemegdanu. O sebi je govorila kako u ženskom, tako i u muškom rodu.
Ubijena je 22. marta 2003. godine u ulici Grge Andrijanovića, kod Osnovne škole „Zaga Malivuk“ u Krnjači. Najpre je zadavljena, a zatim i zadobila snažne udarce zidarskim čekićem. Njeno telo je pronađeno mesec dana nakon smrti u poodmakloj fazi raspadanja. Za ubistvo je bio optužen Faik Ramadani, dok je tada maloletni Bejtul Raćipi optužen da je pomagao Ramadaniju posle ubistva. Obojica su u maju 2004. oslobođena optužbi usled nedostatka dokaza. Za ubistvo do sada niko nije odgovarao. Neposredno pre ubistva Merlinka je izjavio da planira da se povuče iz prostitucije.

## Nasleđe
Filmski festival koji od 2009. godine promoviše filmove o LGBT populaciji nosi ime po Merlinki. Na desetogodišnjicu od ubistva, na uglu ulica Gavrila Principa i Koče Popovića postavljena je ploča sa nazivom „Ulica Merlinkina“.
Miladin Ševarlić je 2003. godine napisao dramski tekst "Merlinkina ispovest" po autobiografiji Vjerana Miladinovića Merlinka Terezin sin, koji je postavljen kao istoimena monodrama 2014. godine u produkciji Doma omladine Beograda, Puls teatra iz Lazarevca i Merlinka festivala, a u režiji Stevana Bodrože. Uloge Merlinke tumačili su Aleksandar Trmčić i Čarni Đerić.
U UK Vuk u Beogradu, 16. septembra 2019. održana je premijera predstave Strah od leptira u kojoj Dušan Kaličanin igra ulogu Merlinke. Pored njega, u predstavi glumi i Zoran Pajić (Nikolu, političkog zatvorenika). Svetislav Goncić se u predstavi pojavljuje samo na snimku.
Dana 18. oktobra 2023, povodom dvadeset godina od Merlinkinog ubistva, u Beogradu je postavljena skulptura pod imenom Broj 43, koja predstavlja par roze štikli. Spomenik je posle 3 dana uništen.

## Spoljašnje veze
- Rastko: „Merlinkina ispovest“, Miladin Ševarlić, jun 2003, Beograd Архивирано на веб-сајту  (28. октобар 2016)
- Vjeran Miladinović na sajtu  (jezik: engleski)